# Turistická značená trasa 7237
 Turistická značená trasa 7237 je 2 km dlouhá žlutě značená trasa Klubu českých turistů v okrese Trutnov spojující Labskou boudu a Sněžné jámy. Její převažující směr je severovýchodní. Trasa se v celé délce nachází na území Krkonošského národního parku a sleduje tzv. Koňskou cestu.

## Průběh trasy
Turistická trasa má svůj počátek na rozcestí pod Labskou boudu, kudy je průchozí červeně značená Bucharova cesta z Jilemnice k prameni Labe a modře značená Harrachovská cesta z Harrachova do Špindlerova Mlýna. Zároveň je zde výchozí zeleně značená trasou 4201 vedoucí na Dívčí lávky. Trasa 7237 s ní zpočátku vede v souběhu, po asfaltové komunikaci podchází Labskou boudu a dále po pěšině překonává Labe, za kterým souběh končí. Trasa poté stoupá po pěšině klečovou loukou nejprve k severozápadu, poté k východu a nakonec k severu k česko-polské státní hranici, kde v blízkosti Sněžných jam končí. Přímo na hranici na ní navazuje rovněž žlutě značená polská turistická trasa vedoucí k samotným jamám, na rozcestí s červeně značenou cestou česko-polského přátelství a dále do Szklarske Poręby.

## Historie
V určitém období došlo ke zkrácení trasy a její počátek umístěn na rozcestí s končícím souběhem s trasou 4201.

## Turistické zajímavosti na trase
- Labská bouda
- Kamenná studánka
- Sněžné jámy